# سووی دو (بلاتسه)
سووی دو (به صربی: Suvi Do) یک منطقهٔ مسکونی در صربستان است که در بلاتسه واقع شده‌است. سووی دو ۳۸۹ نفر جمعیت دارد.